# 沖田畷之戰
沖田畷之戰（おきたなわてのたたかい），為日本戰國時代的一場戰役。1584年（天正12年）3月時、在肥前國島原半島（今之長崎縣）九州的戰國大名龍造寺隆信與有馬晴信・島津家久聯軍之間的戰役。"畷"的意思為濕地中的小徑，漢音同"輟"。與今山之戰、耳川之戰同屬九州三強爭霸間的著名戰役。

## 事件始末
龍造寺氏為推翻少貳氏後奪取權位的九州戰國大名、在龍造寺隆信統治時，以佐賀為根據地、占有肥前、半部肥後、筑前、筑後、豐前一部分(今之佐賀縣、熊本縣北部、福岡縣)、在戰國時代與大友氏、島津氏並稱九州三雄。當時原本臣屬於隆信的日野江城領主有馬晴信背離龍造寺轉而尋求島津氏的支援。龍造寺遂率大軍討伐有馬氏；基於此，島津義久任命其弟島津家久為總大將救援有馬氏。
在各類文書中的記載，當時龍造寺隆信率領約18,000人的大軍，以海路在島原半島的北部登陸、與合計僅6000~8000餘人的有馬・島津聯軍在森岳城（島原城）附近的沖田畷對峙。開戰之初龍造寺軍因佔據可以俯瞰森岳城的山上，一望聯軍人數較少而升起輕視之意，龍造寺軍在人數上占有極大的優勢，午前8時左右序戰開始，以火繩鎗為主力的島津軍採用了其擅長的“釣野伏”戰法，先假裝不敵後撤，將敵軍誘引到小徑後，再發動三方包圍攻擊。原本龍造寺軍有派人調查小徑的環境是否安全，但因沒有詳盡調查，致使諸將領繼續追擊而中伏，結果龍造寺大軍陷入大亂，下午2時，混戰之中龍造寺隆信戰死，被島津方的川上忠堅割下首級，留下遺言："紅爐之上一點雪（隆信用來比喻其將死的處境）”，龍造寺的五大名將龍造寺四天王、龍造寺康房、小河信俊等230餘人亦紛紛陣亡，龍造寺軍崩潰後撤退回本城村中城。
經過此戰、龍造寺氏步向沒落終至滅亡，而島津氏則逐漸壯大，開始走向統一九州的大業。同時龍造寺的重臣鍋島直茂的勢力抬頭，在日後取代了主家的地位。此戰被喻為九州版的長篠之戰。